# Tobias Krick

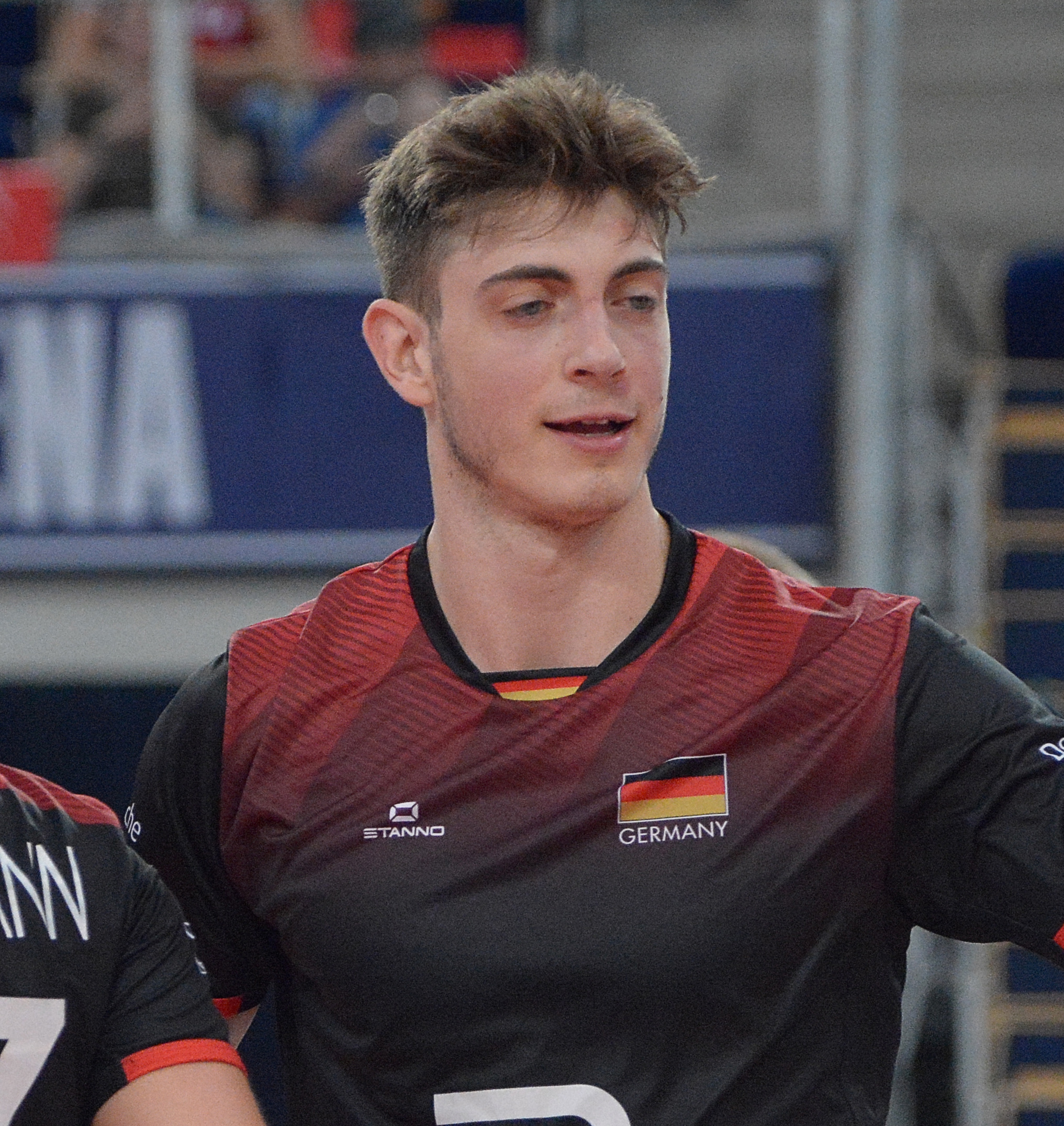
Tobias Krick reprezentantem Niemiec w 2018 roku

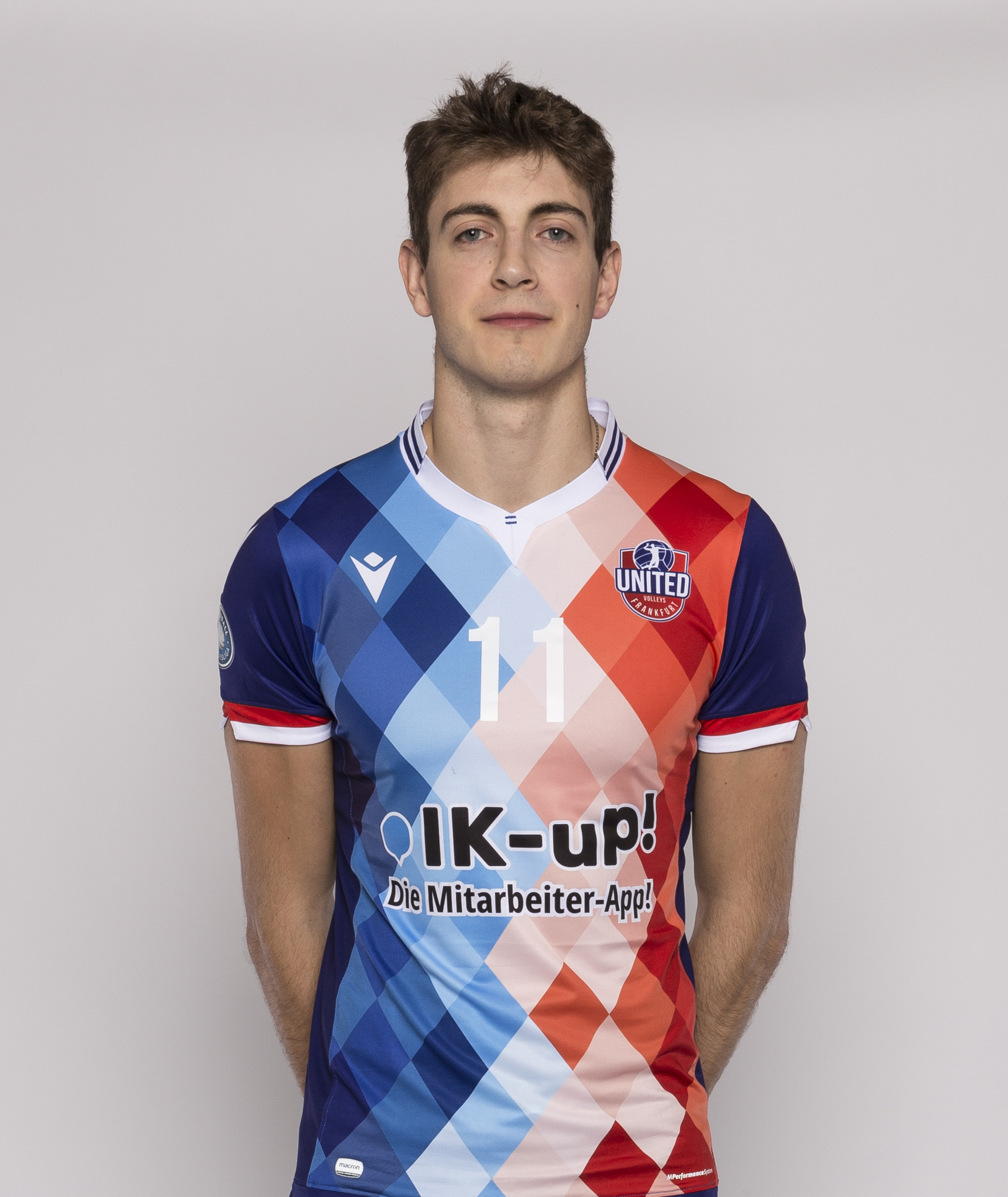
Tobias Krick zawodnikiem United Volleys Frankfurt w sezonie 2019/2020

Tobias Krick (ur. 22 października 1998 w Bingen am Rhein) – niemiecki siatkarz, reprezentant kraju, grający na pozycji środkowego. 
Do połowy maja 2025 roku na platformie TikTok ma ponad 5,5 miliona obserwujących.

## Kariera klubowa
| Sezon     | Klub                     |
| 2015/2016 | United Volleys Frankfurt |
| 2016/2017 | United Volleys Frankfurt |
| 2017/2018 | United Volleys Frankfurt |
| 2018/2019 | United Volleys Frankfurt |
| 2019/2020 | United Volleys Frankfurt |
| 2020/2021 | Top Volley Cisterna      |
| 2021/2022 | Top Volley Cisterna      |
| 2022/2023 | Valsa Group Modena       |
| 2023/2024 | Berlin Recycling Volleys |
| 2024/2025 | Berlin Recycling Volleys |

## Sukcesy klubowe
Mistrzostwo Niemiec:
- 2024[4], 2025[5]
- 2016, 2017

Puchar CEV:
- 2023[6]

Superpuchar Niemiec:
- 2023[7], 2024[8]

Puchar Niemiec:
- 2024[9], 2025[10]

## Sukcesy reprezentacyjne
Mistrzostwa Europy:
- 2017